# Operace Northwoods

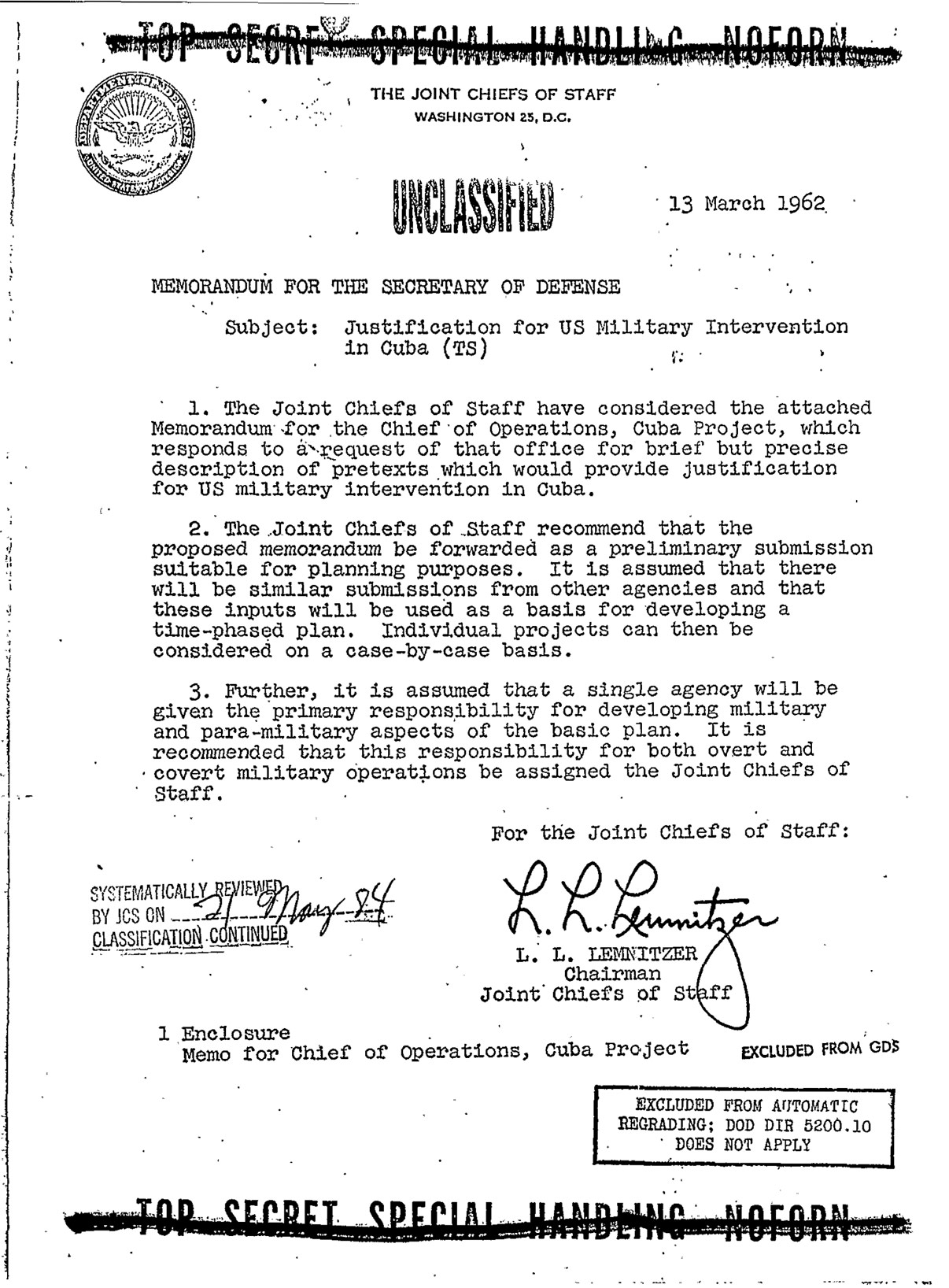
Přísně tajné memorandum Operace Northwoods

Operace Northwoods je název tajného dokumentu, který vytvořil americký sbor náčelníků štábů v roce 1962. Dokument obsahoval návrh vojenské operace, iniciované armádou Spojených států. 13. března 1962 jej ministru obrany Robertu McNamarovi předložil předseda sboru náčelníků štábů Lyman Lemnitzer. McNamara tento návrh ovšem zamítl. Plán viděl i prezident John F. Kennedy, osobně ho zamítl a navíc zbavil Lemnitzera velení. Plány Operace Northwoods byly odtajněny po čtyřiceti letech. Podle dokumentů, které jsou v současnosti oficiálně k dispozici, žádný z bodů operace nebyl realizován pod její záštitou.
Tento plán patří mezi tzv. false flag psy-op – psychologické operace, jejichž cílem je manipulace veřejného mínění vlivem nějakého neočekávaného nebo např. traumatizujícího podnětu. Účelem akcí, které Operace Northwoods plánovala, bylo získat všeobecnou podporu americké veřejnosti pro vojenskou invazi na Kubu. Uvedené prostředky zahrnovaly i fingované teroristické akce na území USA proti vlastním obyvatelům, počítající s až stovkami obětí.

## Body operace
Dokument navrhoval použití teroristických útoků v okolí základny Guantánamo Bay či přímo na území Spojených států, jakožto záminku pro vojenskou intervenci proti Kubě. Plán zahrnoval:
- Rozšířit zvěsti o tom, že Kuba používá konspirační propagandistické rádio.
- Zinscenovat útok uvnitř základny za pomoci spřátelených Kubánců.
- Vyvolání nepokojů u hlavní brány.
- Vyhodit do vzduchu munici a založit ohně.
- Provést sabotáže na letadlech a lodích.
- Zaútočit na základnu pomocí minometů.
- Potopit loď a provést pohřeb domnělých obětí.
- Připravit teroristické útoky v Miami, Floridě a Washingtonu D.C.
- A konečně, zničení dálkově řízeného letadla nad kubánskými vodami – jeho cestujícími budou federální agenti převlečení za vysokoškoláky na dovolené. Na letecké základně v Eglinu bude zhotoven duplikát letadla, včetně barvy a registrace, ve skutečnosti patřící CIA. Duplikát bude nahrazen původním letadlem a osazen cestujícími. Původní letadlo se změní na dálkově ovládané. Obě se poté setkají na jih od Floridy. Letadlo s pasažéry přistane v Eglinu, kde je vyloží a navrátí se mu původní status, zatímco dálkově ovládané letadlo převezme původní letový plán a nad kubánskými vodami vyšle signál „MAYDAY“, ještě předtím, než bude na dálku odpáleno.